# Periodo orientalizzante

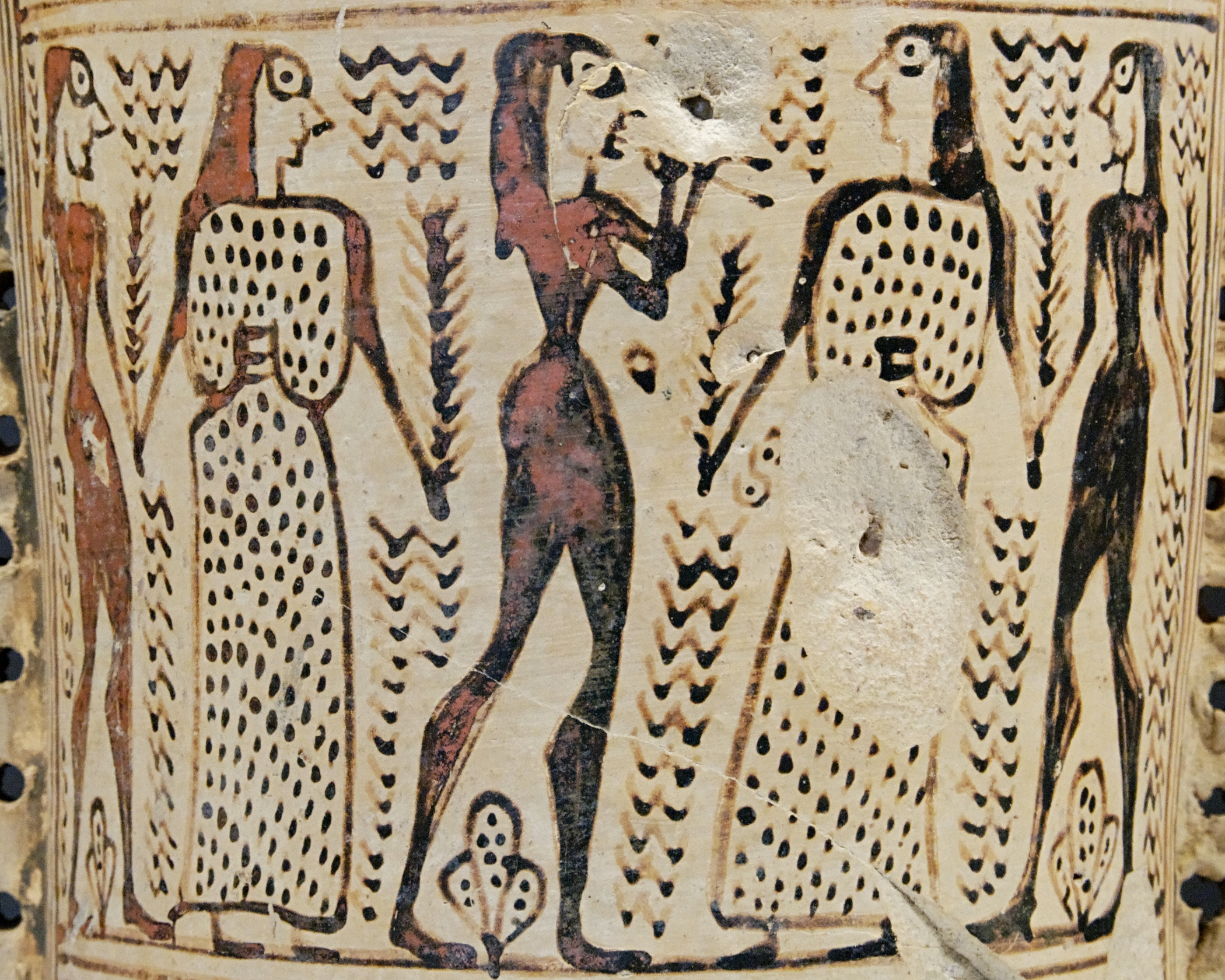
Loutrophoros del Pittore di Analato. L'artista greco introduce nella produzione vascolare attica i motivi orientalizzanti provenienti da Corinto. Circa 690 a.C., conservato al Museo del Louvre, Parigi

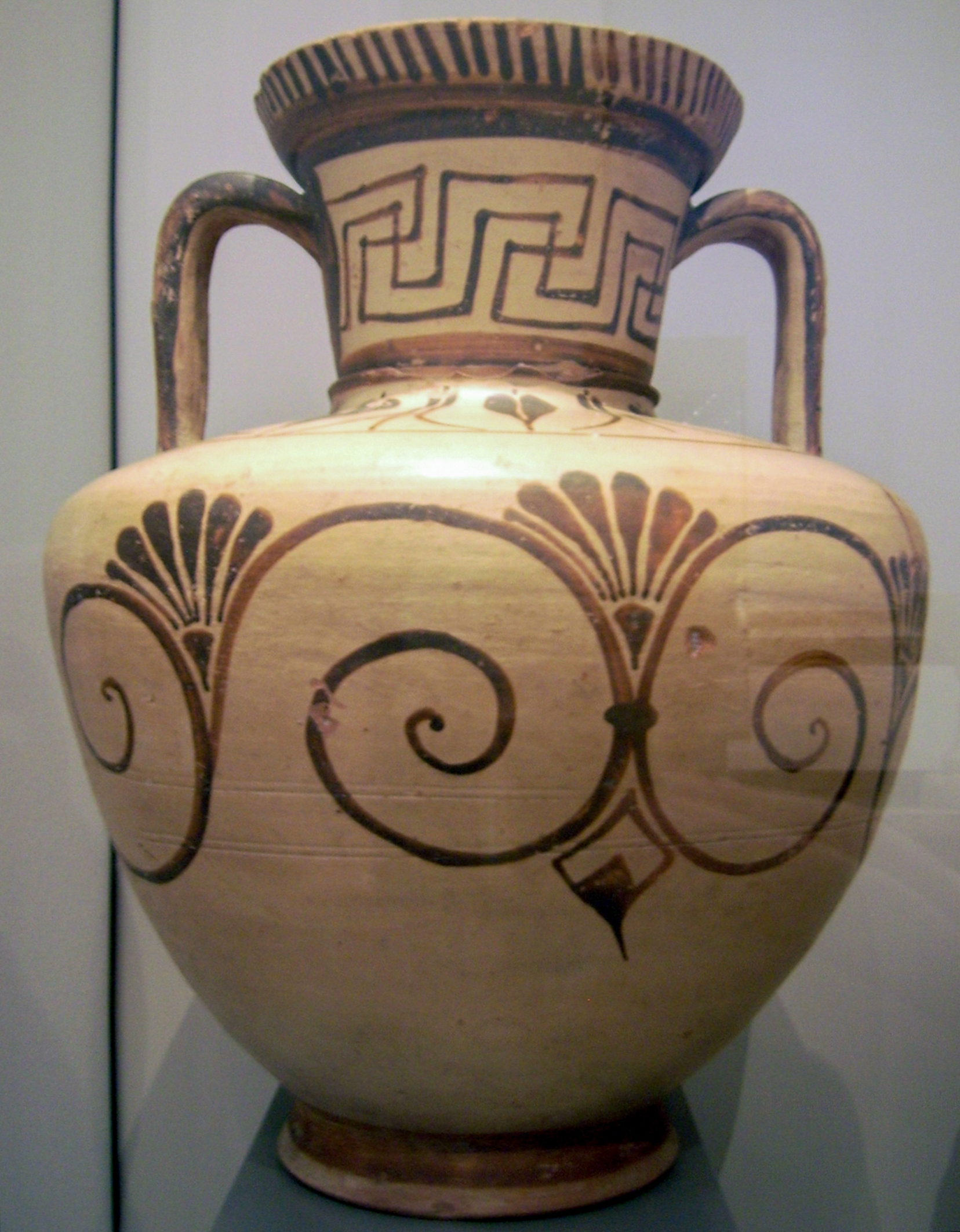
Nuovi motivi su un'anfora greco-orientale: la palmetta e la voluta, Antikensammlung, Berlino

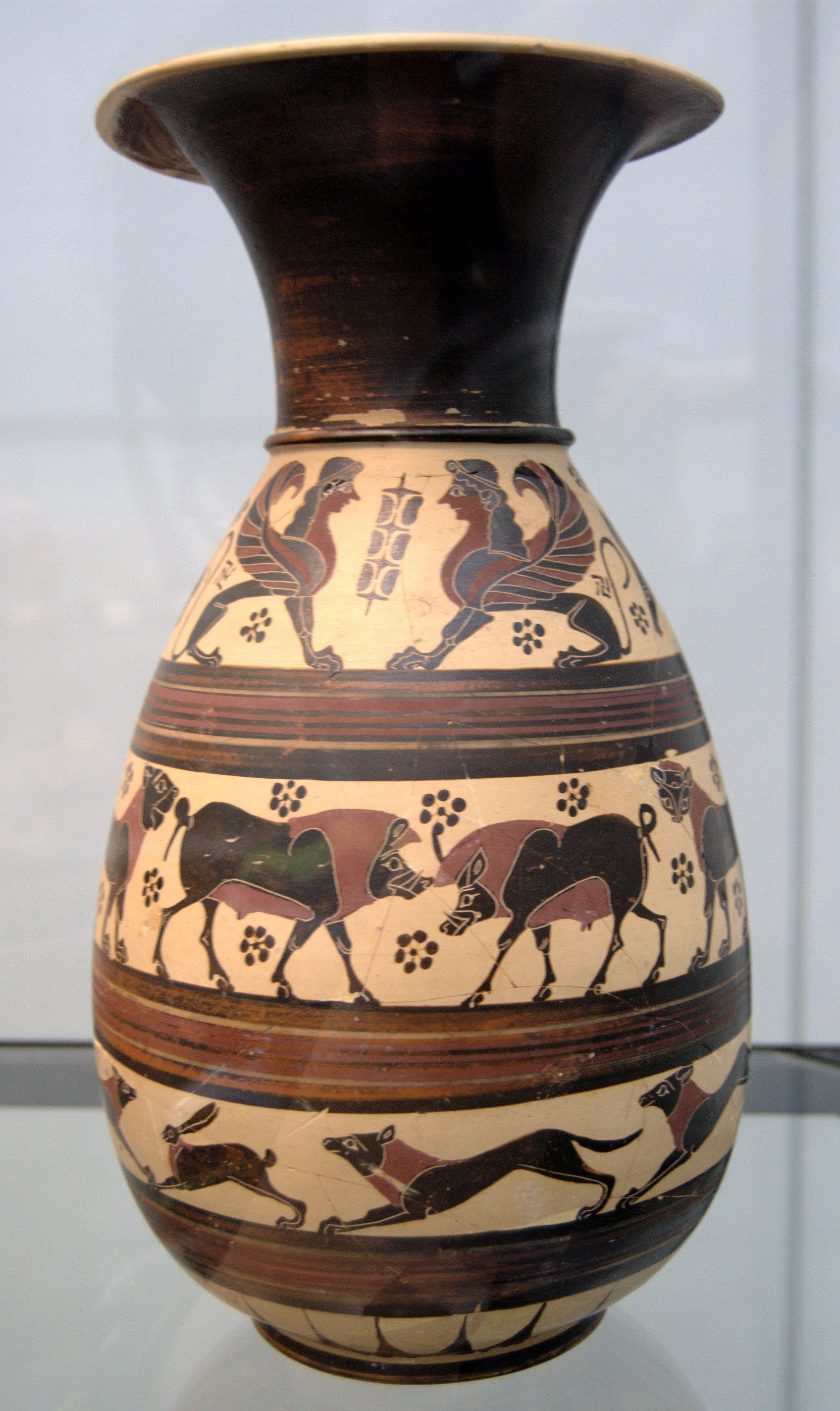
Olpe corinzia orientalizzante, c. 620 a.C., Antikensammlungen, Monaco di Baviera

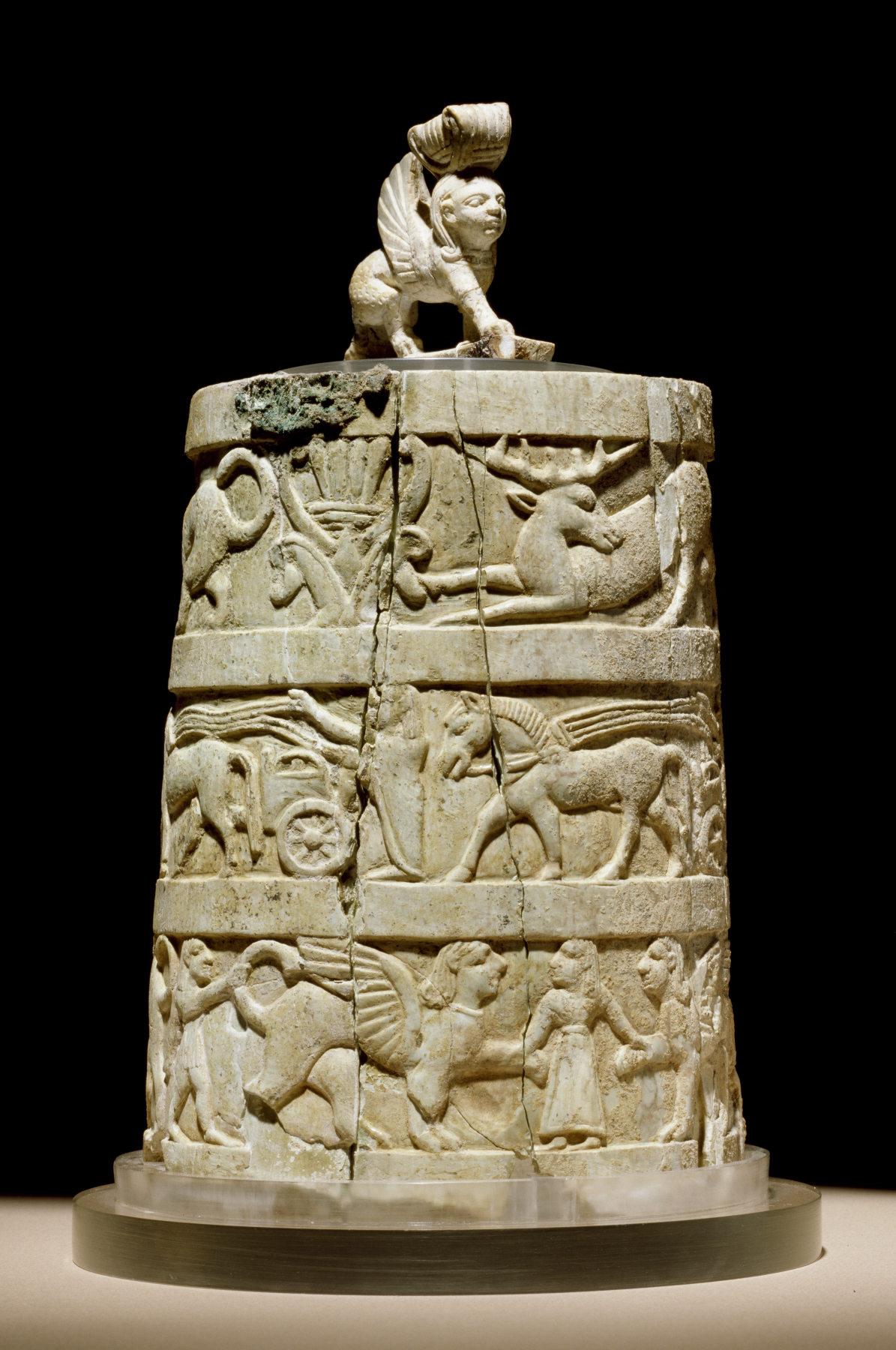
Pyxis etrusca d'avorio e coperchio con impugnatura a forma di sfinge, 650–625 a.C., Walters Art Museum, Baltimora

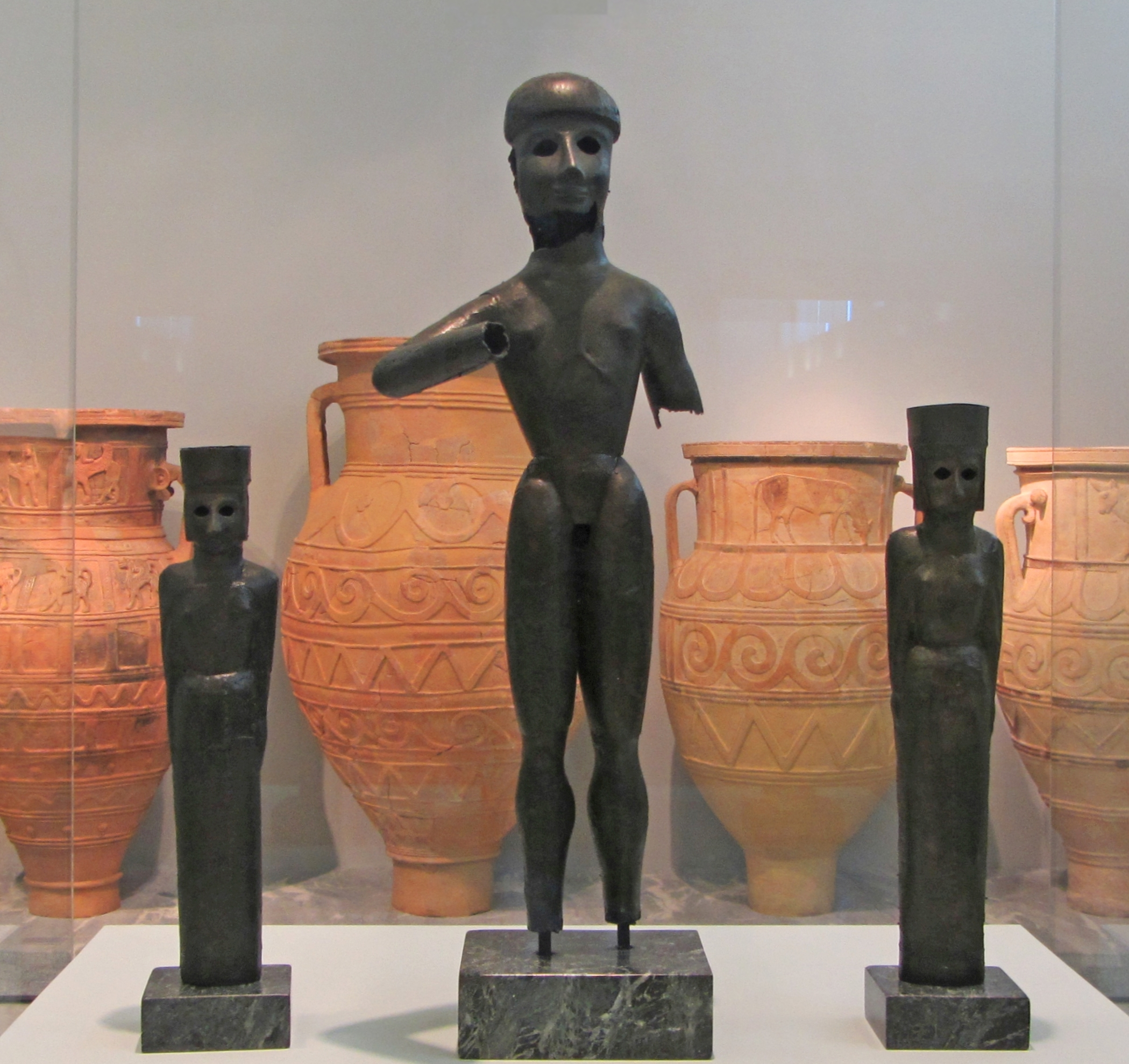
Triade delfica, Museo archeologico di Candia

Il periodo orientalizzante, anche conosciuto come arte orientalizzante, è un periodo storico-culturale e artistico iniziato nella seconda parte dell'VIII secolo a.C., e che segue il periodo geometrico, quando vi fu una forte influenza dell'arte più avanzata del Mediterraneo orientale e del Vicino Oriente antico nella fase arcaica dell'arte nell'antica Grecia, nelle isole greche dell'Egeo, nell'isola di Creta, nelle colonie greche dell'Italia meridionale (Magna Grecia), nelle polis greche della Sicilia, in Sardegna, e in alcune aree dell'Italia centro-settentrionale, tra le quali l'area picena, il Latium vetus, l'Agro Falisco, l'Etruria, e l'area atestina. Una influenza orientalizzante è riscontrabile in tutte le civiltà italiche, mentre al di fuori del mondo greco e dell'Italia si hanno testimonianze di un periodo orientalizzante anche nella penisola iberica, in particolare nella città-stato di Tartesso. Le fonti principali dell'orientalizzante furono la Siria e l'Assiria, e, in misura minore, la Fenicia e l'Egitto.

## Origini dell'orientalizzante
Il Medioevo ellenico (circa 1125 a.C.- 800 a.C.), conosciuto anche come età oscura dell'antica Grecia, fu contraddistinto da instabilità e guerre sanguinose. La vita quotidiana era difficile e il contatto con il mondo al di fuori della Grecia era pressoché inesistente. A partire dell'VIII secolo a.C., cessate le guerre del passato, le polis e le città indipendenti iniziarono a svilupparsi e una certa stabilità economica e sociale favorì una crescita demografica della popolazione. Ma le condizioni socio-economiche ancora precarie della madrepatria non riuscivano a soddisfare i bisogni crescenti della popolazione e costrinsero i Greci a fondare colonie al di fuori della Grecia, alla ricerca di nuove risorse e migliori condizioni di vita. In questo periodo i contatti con il mondo orientale diventarono più frequenti. Nello stesso periodo, verso la fine dell'VIII secolo a.C., i Fenici stabilirono colonie nell'isola di Cipro, a Cartagine, nella Sardegna meridionale, nella Sicilia occidentale, nell'isola di Malta, e in Spagna.
Si registra così nella cultura greca un processo di contatto e adattamento convenzionalmente chiamato fase "orientalizzante" o anche "rivoluzione orientalizzante". Templi monumentali e la scultura, la decorazione del vaso, la scrittura alfabetica e i motivi mitologici riflettono tutti il contatto con le culture della Siria, Assiria, Palestina, dell'Anatolia, della Mesopotamia e dell'Egitto. Mentre, dall'altra parte, i Fenici, nella loro espansione mercantile e coloniale in tutto il Mediterraneo occidentale, ebbero un ruolo importante nella diffusione di motivi "orientalizzanti" anche nelle aree non direttamente in contatto con il mondo greco.
L'epoca diede all'arte greca antica motivi ornamentali e un interesse per gli animali e i mostri che continuarono a essere utilizzati per secoli, e si diffusero all'arte romana, picena ed etrusca. La scultura monumentale e figurativa in questo stile può essere chiamata Dedalica, dal nome di Dedalo, che secondo la leggenda fu il fondatore della scultura greca. Il periodo è caratterizzato dal passaggio dallo stile geometrico prevalente a uno stile diverso con motivi di forte ispirazione orientale. Il nuovo stile riflette un periodo di crescente interscambio culturale nel mondo egeo, la cui intensità è talvolta paragonata a quella della tarda età del bronzo.
La comparsa di motivi orientalizzanti nella ceramica greca comincia a essere chiaramente attestata alla fine del tardo periodo geometrico, anche se esistono due scuole di pensiero sulla questione se la stessa arte geometrica fosse o meno in debito con i modelli orientali. Nella ceramica attica, il caratteristico stile orientalizzante noto come "protoattico" era caratterizzato da motivi floreali e animali; era la prima volta che nella pittura a vaso venivano rappresentati temi religiosi e mitologici greci. I corpi di uomini e animali erano raffigurati in silhouette, anche se le loro teste erano disegnate a contorno; le donne erano disegnate completamente a contorno. Nell'altro centro importante di questo periodo, Corinto, l'influenza orientalizzante iniziò prima, anche se la tendenza fu quella di produrre vasi più piccoli e dettagliatissimi nello stile "proto-corinzio" che prefigurava la tecnica delle figure nere.
Dalla metà del VI secolo, la crescita del potere achemenide nell'estremità orientale dell'Egeo e in Asia Minore, ridusse la quantità di beni orientali trovati nei siti greci, mentre i Persiani cominciarono a conquistare le città greche in Ionia, lungo la costa dell'Asia Minore.

## Orientalizzante
Le massicce importazioni di materie prime, compresi i metalli, e la nuova mobilità degli artigiani stranieri portarono all'introduzione di nuove competenze artigianali in Grecia. Walter Burkert descrisse il nuovo movimento dell'arte greca come una rivoluzione: "Con rilievi in bronzo, tessuti, sigilli e altri prodotti, si aprì un intero mondo di immagini orientali che i Greci erano troppo ansiosi di adottare e adattare nel corso di una "rivoluzione orientalizzante".
Nei manufatti, i principali effetti si riscontrano nella ceramica dipinta e nella lavorazione dei metalli, così come nelle gemme e pietre dure incise. La scultura monumentale e figurativa fu meno influenzata, e lì il nuovo stile è spesso chiamato Dedalico. Un nuovo tipo di volto è attestato, specialmente a Creta, con "tratti pesanti e sovradimensionati in un volto a U o a V con fronte orizzontale"; questi derivano dal Vicino Oriente. La ceramica fornisce il maggior numero di esempi. Ci sono stati tre tipi di nuovi motivi: animali, vegetali e astratti. Gran parte del repertorio vegetale tendeva a essere altamente stilizzato. Motivi vegetali come la palmetta, loto e il viticcio a spirale voluta rimasero caratteristici della decorazione greca, e attraverso di essa venivano trasmessi alla maggior parte dell'Eurasia. Animali esotici e mostri, in particolare il leone e sfingi si aggiunsero al grifone, già documentato a Cnosso.
In bronzo e nelle figurine in terracotta, l'introduzione da Oriente delle stampo portò a un grande aumento della produzione, di figure fatte principalmente come offerte votive.
Il predominio culturale dell'Oriente, identificato archeologicamente dalla ceramica, dall'avorio e dalla lavorazione dei metalli di origine orientale rinvenuti nei siti ellenistici, ha successivamente lasciato il posto a una ellenizzazione degli elementi importati nel periodo arcaico che seguì.

## Effetto sul mito e sulla letteratura
Molti miti greci sono nati dal tentativo di interpretare e integrare le icone straniere nei culti e pratiche greche. Alcuni miti greci riflettono classici letterari mesopotamici. Walter Burkert sostiene che siano stati i veggenti e guaritori migrati da Oriente che hanno trasmesso le loro abilità nei rituali di divinazione e purificazione insieme a elementi della loro saggezza mitologica.
Martin Litchfield West ha documentato anche massicce sovrapposizioni nei temi mitologici greci e nella letteratura del Vicino Oriente, e le influenze si estendono a considerevoli flussi lessicali dalle lingue semitiche al greco antico. Questa sovrapposizione copre anche una notevole gamma di paralleli topici e tematici tra l'epica greca e il Tanakh.
L'intenso incontro tra mondo greco e mondo orientale durante il periodo orientalizzante accompagnò anche l'invenzione della alfabeto greco e della alfabeto cario, basata sulla precedente scrittura fonetica, ma impronunciabile, fenicio-levantina, che provocò un salto spettacolare nell'alfabetizzazione e nella produzione letteraria, mentre le tradizioni orali dell'epica cominciarono a essere trascritte sui papiri egiziani importati (e talvolta anche sul cuoio).